# Bernardo Rico
Bernardo Rico y Ortega (El Escorial, 1830-Madrid, 1894) fue un grabador español, hermano del pintor Martín Rico.

## Biografía

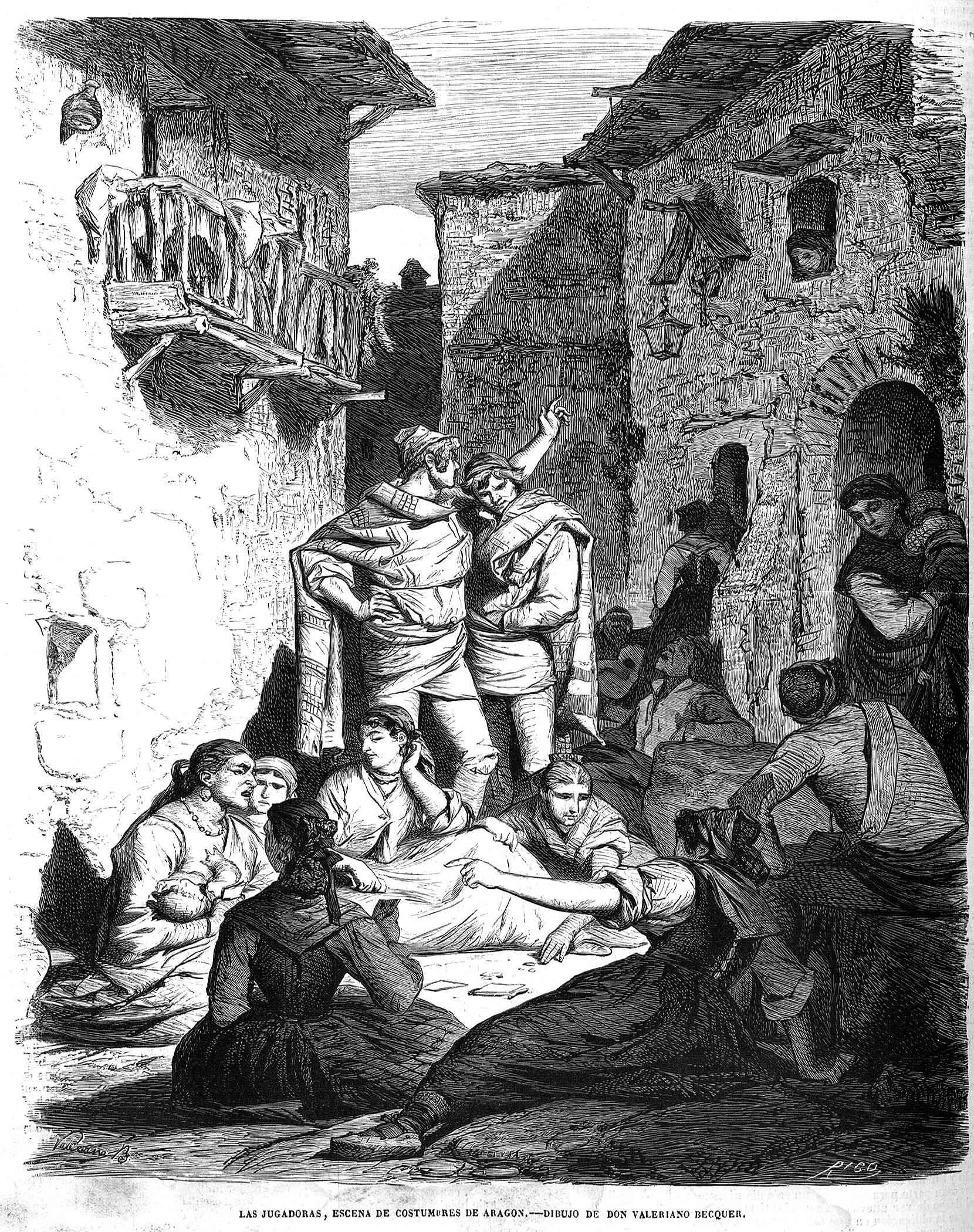
Las jugadoras, dibujo de Valeriano Domínguez Bécquer, grabado firmado por «Rico» (El Museo Universal, julio de 1865)

Nacido en El Escorial, el 20 de agosto de 1830, fue discípulo en Madrid de Vicente Castelló y de Calixto Ortega. Era hermano del pintor Martín Rico. Empezó a firmar sus primeras obras en los últimos tomos del Semanario Pintoresco Español y de La Ilustración, periódicos que fueron los iniciadores en España del género de publicaciones ilustradas. Más tarde presentó diferentes pruebas de grabados en la Exposición de Bellas Artes de 1856, alcanzando gracias a su constancia en las de 1858 y 1864 dos medallas de tercera clase, y una consideración de igual premio en la de 1866. En sus obras, según la crítica, hacia 1868, se notaba un descuido hacia el aspecto material del grabado, poniendo sin embargo mucha atención en el dibujo.
Además de en El Museo Universal, ilustró las novelas El cocinero de S.M., Luisa ó el ángel de redencion, Garibaldi y Diego Corriente; y las obras Historia del Escorial, de Rotondo; El drama de 1793, El Arte en España, Nuevo viajero universal, Historia de las armas de infantería y caballería, entre otras.
También colaboró en La Ilustración de Madrid, donde alguna que otra vez le auxiliaban en los retratos Marcelo Paris, Carretero y algún otro; allí llenaba todas las exigencias del grabado, pues, como es sabido, acostumbró firmar siempre así sus propias obras como las de sus numerosos discípulos, es decir, cuanto salía de su taller; así como en La Ilustración Española y Americana, donde fue director artístico y que habría debido «en mucha parte [a Rico] su preponderancia y florecimiento». Fue además presidente del Círculo de Bellas Artes de Madrid. José Gutiérrez Abascal «Kasabal» declararía en un obituario de La Correspondencia de España tras la muerte de Bernardo Rico —quizás algo exageradamente— que «pocas estampas se habían publicado en España desde el año 1850, para ilustrar novelas, para adornar obras, para reproducir monumentos, que no lleven la firma de Bernardo Rico como grabador».
Fallecido en Madrid el 9 de diciembre de 1894, fue enterrado en un sarcófago del patio de Santa Gertrudis, en el cementerio de San Justo.